# Cheyenne (Vorname)
Cheyenne ist ein männlicher und weiblicher Vorname.
Der Name geht auf den zum Verband der Algonkin gehörenden Indianerstamm Cheyenne zurück. Der Name leitet sich von Dakota Šahíyena, „kleine Šahíya“ ab. Die Bedeutung von Šahíya selbst ist unbekannt, wird aber den Algonkinsprechern zugeordnet. Das Creewort für die  Ojibwa hingegen ist Sáhea'eo'o, was ähnlich lautet wie Šahíya. Die verbreitetste Volksetymologie ist „Anderssprecher“ (wörtlich Rot-Redner).
Im deutschen Sprachraum ist die Verwendung des Namens noch umstritten. Er wird jedoch anerkannt und gehörte in den Jahren 2006 und 2007 zu den 150 beliebtesten Mädchenvornamen.

## Bekannte Namensträger
- Cheyenne Awai (* 1996), Radsportlerin aus Trinidad und Tobago
- Cheyenne Brando (1970–1995), tahitianisches Model
- Cheyenne Jackson (* 1975), US-amerikanischer Sänger und Schauspieler
- Cheyenne Kimball (* 1990), US-amerikanische Singer-Songwriterin
- Cheyenne Loch (* 1994), deutsche Snowboarderin
- Cheyenne Ochsenknecht (* 2000), deutsches Model
- Cheyenne Pahde (* 1994), deutsche Schauspielerin und Sängerin
- Cheyenne Rosenthal (* 2000), deutsche Rennrodlerin
- Cheyenne Rushing (* 1981), US-amerikanische Schauspielerin
- Cheyenne Silver (* 1978), US-amerikanische Pornodarstellerin
- Cheyenne Woods (* 1990), US-amerikanische Profigolferin

## Fiktive Figuren
- Cheyenne Harry, Titelheld einer US-amerikanischen Westernfilmreihe